# Piteå
Piteå (på finsk: Piitime) er hovedby i Piteå kommune, Norrbotten i Sverige. Den er en stor turistby, som står for cirka halvdelen af sommerturismen i Norrbotten. Flertallet af turisterne er fra Norge. Piteå har skabt sig en position som musikby, og det offentlige satser på musikudvikling. Byen er desuden kendt for sin dialekt, pitemål, for retten pitepalt og for sommerens store festival, Piteå dansar och ler (PDOL).

## Historie
Piteå lå i middelalderen hvor den nuværende bydel Öjebyn befinder sig, hvor man handlede med samerne i Pite lappmark. I 1620 fik Olof Bure til opgave at lave byplanerne for Norrland og Finland, og han anses for at være ophavsmand til den første byplan over Piteå.
Bevarede skrifter viser, at der var uenighed om, hvor byen skulle anlægges, og at Olof Bure foretrak stedet hvor sognekirken lå. Den første bydannelse var triangulær, med kirken i centrum, hvilket var stik imod den daværende skik (byer blev ellers altid anlagt rektangulært med gaderne i et retvinklet mønster).
I 1621 fik Piteå stadsrettigheder. Efter en stor brand i juli 1666, blev byen i 1668 flyttet til sin nuværende placering på Häggholmen, som havde en bedre beliggenhed i forhold til havnen. Mange af de gamle huse i centrum er bevaret, desuden er 1600-tallets retvinklede gadeplan overvejende stadig synlig.
Byen var i 1800-tallet kendetegnet af ekspansion og industrialisering. Træ- og savindustrierne skyd hurtigt op. Under den finske krig blev byen i 1809 hærget af russiske tropper, og fredsslutningen indebar at Piteå var Norrbottens läns residensby frem til 1856.
Ved 1900-tallet begyndelse havde byen omkring 2500 indbyggere. I 1911 blev der bygget en jernbane mellem Älvsbyn og Piteå, hvilket bidrog til en befolkningforøgelse. Foruden havnen, der tidligt var blevet betydningsfuld, har skovdrift været et vigtigt aktiv. I Piteå findes både papirfabrik og flere savværker, hvilket ekspanderede kraftigt i begyndelsen af 1900-tallet.

## Nutid
Gadefestivalen Piteå dansar och ler (PDOL), som blev arrangeret for første gang i 1960'erne, er med sine 120.000 besøgende en af Sveriges største gadefestivaler. Småstaden, Piteås indkøbscenter, ligger langs gågaden og er byens store mødested. Det blev taget i brug i 1989 og indeholder under samme tag omkring tredive butikker, tre biografsale, hotel, restauranter og cafeer i et lillebysmiljø.

## Bybillede
Efter branden i den gamle by, Öjebyn, opførte man den nye by (Piteå) på Häggholmen. Byggeriet begyndte i 1667 efter en byplan som blev tegnet i Stockholm. Planen udgjorde en rektangel, som blev lagt langs hele holmen. En lang hovedgade løber gennem byen og krydses af fire korte tværgader. Gaderne er lige bredde og udgør et retvinklet mønster, som afgrænses af ti rektangulære kvarterer. Dette gademønster er stort set bevaret i dag.
På holmens højeste punkt blev der anlagt et kvadratisk torv, som blev skabt ved at tage dele fra fire kvarterer, så gaderne mødtes midt på torvet. Omkring den kvadratiske plads, blev der bygget huset, så torvet blev et aflukket rum midt i byen. Torvet gav den lille by præg af monumentalitet, symmetri og harmoni, egenskaber som man stræbte efter i 1600-tallets byplanlægning, og som havde rødder i den europæiske renæssance. Rådhustorget i Piteå og Stora torget i Uppsala er de eneste bevarede af denne form for torve med afsluttede hjørner fra 1600-tallet.
Kirken er byens ældste bygning, opført 1684-86, ifølge traditionen af en bygmester fra Finland. Det er en korsformet trækirke og er kronet af en tagrytter. Ved siden af står et klokketårn bygget i 1727. Kirken er den eneste tilbageværende bygning fra byens tidligste historie. Da Piteå blev brændt i 1721 af russiske soldater, gik hele bebyggelsen på Häggholmen til.
Piteås politikere har haft en ambition om at beholde bybilledet med en bymidte fyldt med mindre butikker, hvilket har medført at udbuddet af større forretninger er begrænset. Fra Rådhustorget leder en gågade ned gennem centrum mod busstationen. Denne gågade er Sveriges første gågade (1961-08-11). Den største park i byen hedder Badhusparken og ligger i udkanten af centrum, ved kanalen som adskiller Häggholmen fra Pitholmen. På den anden side af kanalen ligger blandt andre Piteå Älvdals Sjukhus, Strömbacka gymnasieskola og rådhuset.
Byen er omgivet af vand. Småbådshavnen ligger i gåafstand nord for centrum, lige som messeområdet Nolia, ved Nördfjärden. Södra hamnen, ved Sörfjärden er et stort parkområde med plads til tilsejlende gæster.
Omkring 5 kilometer vest for centrum ligger Öjebyn, der hvor Piteå tidligere lå. I dag er Öjebyn og Piteå vokset sammen, så Öjebyn er blevet en bydel i Piteå by. Mange små byer rundt om Piteå er ligeledes vokset sammen med byen og er blevet bydele. Det gælder for eksempel Bergsviken, Pitholm, Hortlax, Djupviken, Munksund og Skuthamn.

## Kultur og fritid
Piteå er særlig kendt for sin pitepalt, piteboernes "nationalret", og traditionerne i forbindelse hermed holdes i hævd gennem et paltakademi. I Öjebyn ligger hvad der kaldes verdens eneste "paltzeria".
Pite havsbad er et populært turistmål. Der er en lang, god badestrand, eventyrbad og en stor campingplads. Om sommeren arrangeres mange koncerter og er desuden populært i forbindelse med skolerejser og konferencer.
Der findes flere ordbøger på pitemål. Ligeledes er der mange bøger om Piteås historie, og man kan vælge pitebonska som tilvalgsfag i skolen.

## Musikliv
Et af Sveriges ældste bigband, Roxy storband, har hjemme i Piteå. Det blev dannet i 1944 og er stadig aktivt. Indiepopgruppen Popsicle kommer også fra byen, det samme gælder folkrockgruppen Euskefeurat.
De to musikuddannelser på Framnäs folkhögskola og Musikhögskolan har siden begyndelsen givet en øget interesse for musik og relaterede begivenheder. Også frie foreninger så som rockforeningen Ripp-Rock har påvirket og eller været medvirkende til musikinteressen i Piteå. Ripp-Rock begyndte i 1980 og havde i sin storhedstid 500 medlemmer og 30 aktive grupper. I sporene af Ripp-Rock blev festivalen Pite dansar och ler grundlagt. Desuden er der Festspel i Pite Älvdal. Festspillene begyndte også i starten af 1980'erne og omfatter klassisk musik, jazz og folkton.

## Uddannelse
Energitekniskt centrum (ETC) i Piteå driver forskning i bioenergi, forbrænding og forgasning, og hører under Umeå Universitet og Luleå tekniska universitet. I Piteå ligger der en musikhøjskole. Strömbacka Gymnasieskola ligger i det centrale Piteå. I Öjebyn ligger Framnäs folkhögskola og Grans naturbrukskola.

## Transport
Europavej E4 løber lige forbi byen. Da en ny strækning af E4 blev lagt forbi Öjebyn, blev den bygget efter motorvejsstandard, men blev først anvendt som motortrafikvej. Den er nu ændret til motorvej, og er dermed Sveriges nordligste.
Fra Piteå udgår der langdistancebusser til blandt andre Stockholm.
Siden 1915 har Piteå haft jernbaneforbindelse med Älvsbyn, som er en station på Stambanan genom övre Norrland, som dog siden 1972 kun har været anvendt til godstransport. De nærmeste jernbanestationer som anvendes til persontransport er i Luleå og Älvsbyn, med togforbindelser sydover mod Umeå, Stockholm og Göteborg, samt nordover mod Gällivare, Kiruna og Narvik. Norrbotniabanan er under overvejelse, og bliver projektet til virkelighed, vil Piteå få en station ved banen.
Den nærmeste lufthavn er Luleå Airport, cirka 60 kilometer mod nord. Det tager 1 time og 15 minutter at flyve til Stockholm. Der ligger en mindre flyveplads 15 kilometer nordvest for byen, hvor Piteå Flygklubb er aktiv.

## Sport
De bedst kendte hold:
- Fodbold: Piteå IF, Damallsvenskan, damer
- Ishockey: Piteå HC, 1. division
- Ishockey: Munksund-Skuthamns SK, riksserien
- Floorball: Öjebyn, 2. division, damer
- Floorball: Wibax-Patriots, 2. division, herrer
- Bowling: Pite BF
- Langrend: Piteå Elit, både herrer og damer
- Friidræt: Riviera friidrott
- Hestsport: Piteå RK, elitserien
- Tennis: Herrar Piteå TK, 1. division
- Vægtløftning: Öjebyns AK

## Kendte personer fra Piteå
- Christopher Jacob Boström – filosof
- Nicolaus Olai Bothniensis – ærkebiskop
- Nils Edén – historiker og statsminister (1917-1920)
- Helena Engman – kuglestøder
- Lasse Eriksson – komiker, skuespiller og forfatter
- Tomas Holmström – NHL-ishockeyspiller hos Detroit Red Wings
- Magnus Ingesson – langrendsløber
- Anders Isaksson – journalist og forfatter
- Lars Lindgren – NHL-ishockeyspiller
- Liza Marklund – journalist og forfatter
- Peter Mattei – operasanger
- Magdalena Pajala – langrendsløber
- Amit Paul – sanger fra A*Teens
- Stefan Persson – ishockeyspiller (født i Umeå)
- Mikael Renberg – NHL-ishockeyspiller
- Daniel Solander – botaniker
- Bo Sundström – sanger/guitarist fra Bo Kaspers Orkester
- Mattias Öhlund – NHL-ishockeyspiller hos Tampa Bay Lightning

## Internationale relationer

### Venskabsbyer
- Kandalaksha, Rusland
- Grindavík, Island
- Saint Barthélemy, Frankrig